# Intercenales
Le Intercenales sono dialoghi di argomento vario scritti da Leon Battista Alberti, destinati ad essere letti durante le cene. Tra questi ve ne è uno, Somnium (Il sogno), nel quale uno dei due interlocutori, Libripeta, racconta di un curioso viaggio in un paese dove vanno a finire tutte le cose perdute: è, questa, un'immagine simile alla valle della Luna descritta da Ludovico Ariosto nell'Orlando furioso, meta a cui è diretto Astolfo e in cui egli ritroverà il senno peduto di Orlando.
Definite dall'autore "brevi composizioni da leggersi comodamente cenando" e dedicate ad un medico chiamato Toscanelli, trattano complessivamente il tema del rapporto virtù-fortuna: la fortuna è più potente, sul piano pratico, della virtù, ma l'uomo può sempre armarsi di "patientia" per sopportare ogni male.
Alcuni di questi scritti furono rinvenuti e stampati solamente verso la fine del diciannovesimo secolo, altri ancora furono scoperti da Eugenio Garin nella biblioteca del convento di San Domenico a Pistoia e da lui pubblicati nel 1964.